# Associazione europea di cristallografia
L'Associazione europea di cristallografia (in acronimo: ECA) è un'organizzazione scientifica indipendente che rappresenta le associazioni nazionali europee di cristallografia, le associazioni nazionali extraeuropee di cristallografia che svolgono attività gravitanti sull'area europea, e tutti i cristallografi che vogliano aderire all'ECA individualmente. L'Associazione è stata fondata nel 1997. Attualmente l'associazione conta come membri 36 associazioni cristallografiche nazionali, 20 aziende (Corporate Associate Members) e diverse centinaia di soci individuali. L'ECA è una delle associazioni regionali che fanno parte dell'International Union of Crystallography (le altre, giuridicamente distinte e indipendenti sono l'American Crystallographic Association, l'Asian Crystallographic Association e l'Latin American Crystallographic Association).
Lo scopo della ECA è promuovere lo sviluppo della cristallografia in tutti i suoi aspetti, e favorire la cooperazione europea nel campo della cristallografia. Questi obiettivi sono raggiunti attraverso l'organizzazione di convegni, seminari, e scuole in Europa, Nord Africa e Sud Africa.

## Storia
L'ECA è stata fondata durante il 17º Congresso europeo di cristallografia (ECM17) a Lisbona nel 1997 e succede al Comitato Europeo di Cristallografia (ECC), che fu creato nel 1972 e promosse i primi congressi ECM. La storia iniziale di ECA fino al Congresso ECM25 di Istanbul può essere consultata qui. Una sintesi più recente è stata presentata durante il Congresso Europeo ECM28 a Warwick / Inghilterra nel 2013.

## Organizzazione
Gli organi dell'Associazione europea di cristallografia sono il consiglio dei membri e il comitato esecutivo. Il consiglio dei membri stabilisce le linee guida per le attività della associazione. Ogni società nazionale di cristallografia nomina un rappresentante nel consiglio. Inoltre i soci individuali sono rappresentati nel consiglio tramite un rappresentante eletto ogni 100 soci individuali. Il comitato esecutivo coordina le attività dell'associazione e istruisce gli argomenti di delibera per le riunioni del Consiglio.
L'attività scientifica e formativa è coordinata e gestita dai gruppi di interesse specifici (SIG) e dai gruppi di interesse generale (GIG).
I SIG riuniscono ricercatori con interessi condivisi in campi specifici della cristallografia (ad esempio le macromolecole, i minerali, la chimica strutturale), mentre i GIG rappresentano temi generali e trasversali quali le attività dei Giovani Cristallografi, o le attività dei Cristallografi Senior.

## Premi
L'ECA conferisce il premio Max Perutz in riconoscimento di risultati eccezionali nel campo della cristallografia conseguiti da uno scienziato operante in area europea. Insieme all'Associazione Europea di Scattering di Neutroni (ENSA) conferisce il Premio Erwin Felix Lewy Bertaut destinato a giovani cristallografi emergenti in riconoscimento di contributi nel campo della diffrazione di raggi X e di neutroni. Il George M. Sheldrick Prize viene assegnato a un ricercatore non titolare per contributi scientifici eccezionali nel campo delle scienze strutturali. Il Alajos Kálmán Prize viene assegnato dall'Hungarian Chemical Society a un singolo ricercatore in riconoscimento di contributi scientifici eccezionali nel campo delle scienze strutturali negli ultimi 5-10 anni. Il Lodovico Riva di Sanseverino Prize viene assegnato a scienziati in riconoscimento di notevoli contributi alla diffusione della cristallografia nel campo dell'istruzione a tutti i livelli.